# Band (Fernsehnetzwerk)
Rede Bandeirantes ˈʁedʒi bɐ̃dejˈɾɐ̃tʃis, kurz Band, ist ein brasilianischer Rundfunkveranstalter. Das Fernsehprogramm startete am 13. Mai 1967.
Rede Bandeirantes wurde von João Jorge Saad (1919–1999) gegründet, einem der wichtigsten Unternehmer in der brasilianischen Telekommunikation. Derzeit führt João Carlos Saad den Vorsitz der Grupo Bandeirantes de Comunicação.

## Derzeit ausgestrahlte Sendungen
- Jogo Aberto
- Brasil Urgente
- Jornal da Band (Nachrichten)
- Jornal da Noite (Nachrichten)
- Esporte Total
- Band Esporte Clube
- Show do Esporte
- Perrengue na Band
- MasterChef
- Band Kids (Kindheit)